# Wound Creations
A Wound Creations a finn Amoral nevű zenekar első albuma, mely 2004-ben jelent meg. A lemezt először a Rage Of Achilles adta ki, majd a Spikefarm Records újra megjelentette kiegészítve a Metamorphosis c. dallal.

## Dalok
1. The Verge – 01:47
2. Atrocity Evolution – 06:13
3. Silent Renewal – 02:23
4. Solvent – 04:41
5. The Last Round – 08:40
6. Other Flesh – 05:42
7. Distract – 03:42
8. Nothing Daunted (Gallows Pole Rock 'n Roll) – 08:09
9. Languor Passage – 06:08
10. Metamorphosis – 05:05

## Közreműködők
- Ben Varon – gitár
- Silver Ots –  gitár
- Niko Kalliojärvi – ének
- Ville Sorvali - basszusgitár
- Juhana Karlsson – dob
- Erkki Silvennoinen – basszusgitár (a Metamorphosis c. dalban)

## Vendégzenészek
Euge Valovirta - gitár